# Euphémie II de Ross
Pour les articles homonymes, voir Euphémie de Ross et Euphémie Ire de Ross.
Euphémie II, comtesse de Ross (nommée également Euphémie Leslie)  est la fille de Alexandre Leslie, comte de Ross et de son épouse  Isabelle Stuart, fille de  Robert Stuart, 1er duc d'Albany. Elle est la seule enfant et héritière du comte Alexandre Leslie, et lui succède dans le comté  de jure après sa mort en 1402.
Euphémie II est placé sous la garde de son grand-père maternel le duc d'Albany, et ne semble jamais avoir exercé aucun pourvoir dans le comté de Ross. Après une tentative malheureuse de conclure une union avec  Thomas Dunbar, le fils de Thomas Dunbar comte de Moray, son Gouverneur le duc d'Albany la persuade de résigner son comté en faveur de son second fils, né de sa deuxième union John Stuart comte de Buchan. Cette action est contestée par 
Domhnall d'Islay, le Seigneur des Îles, qui réclame le comté de Ross de jure uxoris ,c'est-à-dire du droit de son épouse, Mariota, la sœur d'Alexandre Leslie et qui devient ainsi un ennemi des Stuart d'Albany. Euphémie  disparaît alors des sources, après s'être retirée dans un monastère du  North Berwick. Quelques historiens rapportent que son corps était déformée, apparemment bossu.

## Sources
- (en) M.H. Brown, Stewart, John, third earl of Buchan (c.1380–1424). Oxford Dictionary of National Biography. Oxford University Press.
- (en) R. W.  Munro, Jean  Munro, Ross family (per. c.1215–c.1415). Oxford Dictionary of National Biography. Oxford University Press.
- (en) Paul, James Balfour, The Scots Peerage, Vol. VII, (Edinburgh, 1910)
- (en) John L. Roberts, Lost Kingdoms Celtic scotland and the Middle Ages, Edinburgh, Edinburgh University Press, 1997, 230 p. (ISBN 0748609105).
- (en) Richard Oram, « The Lordship of the Isles, 1336-1545 », dans Donald Omand édition The Argyll Book, (Edinburg, 2005).